# نهر أويني
نهر أويني هو نهر في كاليدونيا الجديدة. تبلغ مساحته 146 كيلومتر مربع. 

## أنظر أيضا
- قائمة أنهار كاليدونيا الجديدة